# Marche Du pain et des roses
Pour les articles homonymes, voir Du pain et des roses.

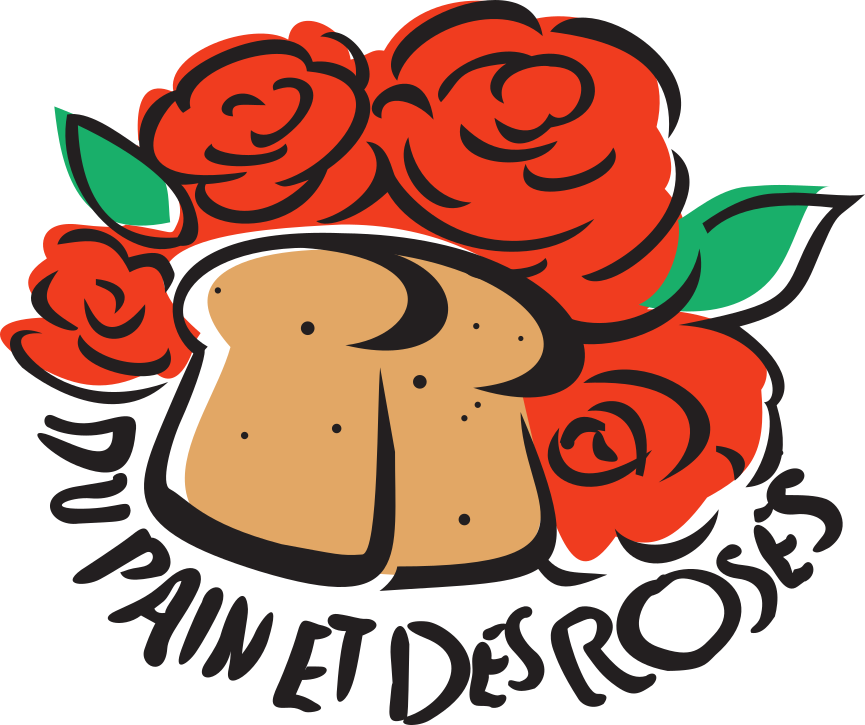
Logo de la Marche des femmes contre la pauvreté, Du pain et des roses, du 26 mai au 4 juin 1995

La Marche Du pain et des roses est une initiative féministe lancée par Françoise David alors qu'elle est présidente de la Fédération des femmes du Québec et prenant la forme d'une marche de 10 jours dénonçant la pauvreté des femmes. Cette marche s'est déroulée au Québec du 26 mai au 4 juin 1995. Le nom de cette marche reprend le surnom donné à une grève ouvrière de 1912, qui fait référence à la chanson Bread and Roses.

## Déroulement
La Marche du pain et des roses a permis de mieux faire connaître le mouvement des femmes et ses composantes, plurielles et diversifiées, sans pour autant faire consensus auprès de toutes,. Les participantes avaient pour but de marcher 20 km par jour pour un total de 200 km parcourus à la fin de la marche. Les départs se sont faits à Montréal, Longueuil et Rivière-du-Loup.
1. Vendredi 26 mai - Trois groupes de marcheuses débutent la marche.
2. Samedi 27 mai
3. Dimanche 28 mai
4. Lundi 29 mai
5. Mardi 30 mai
6. Mercredi 31 mai
7. Jeudi 1er juin
8. Vendredi 2 juin
9. Samedi 3 juin
10. Dimanche 4 juin - Les marcheuses arrivent à l'Assemblée nationale à Québec où environ 15 000 personnes se sont rassemblées pour les accueillir[4] (18 000 personnes selon les organisatrices).

## Contexte politique
À partir du milieu des années 1980, avec l'élection du Parti progressiste-conservateur du Canada de Brian Mulroney, le gouvernement canadien met en place des politiques néolibérales en privatisant de nombreuses sociétés d'État tout en se désengageant de nombreux secteurs publics. La récession du début des années 1990 au Canada et l'augmentation du taux de chômage ont un impact important auprès des femmes. Dans ce contexte, la présidente de la Fédération des femmes du Québec, Françoise David, cherche à mettre en place des actions pouvant améliorer la situation. C'est ainsi que naît l'idée d'une marche contre la pauvreté et la violence faite aux femmes qui met de l'avant neuf revendications.
1. Mettre en place un programme d'infrastructures sociales avec des emplois accessibles dès maintenant
2. Voter une Loi proactive sur l'équité salariale
3. Augmenter le salaire minimum au-dessus du seuil de la pauvreté (8,15$)
4. Appliquer la Loi des normes minimales du travail à toutes les personnes participant à des mesures d'employabilité
5. Mettre en place un système de perception automatique des pensions alimentaires avec retenue à la source
6. Créer au moins 1500 nouvelles unités de logement social par année
7. Assurer l'accès aux services et programmes de formation générale et professionnelle avec soutien financier adéquat, en vue d'une insertion ou d'une réinsertion au travail
8. Application rétroactive de la réduction du temps de parrainage pour les femmes immigrantes ainsi qu'un mécanisme d'accès aux droits sociaux pour les femmes parrainées victimes de violence conjugale et familiale
9. Gel des frais de scolarité et augmentation des bourses aux étudiants

Après l'annulation d'une rencontre avec le Parti libéral du Québec, les organisatrices se font accuser de partisanerie par Liza Frulla et Daniel Johnson.

## Personnalités impliquées
Afin de porter les neuf revendications, 11 marraines de milieux variés sont choisies. La plus jeune d'entre elles est Audrey Benoît.
- Anne-Marie Alonzo
- Audrey Benoît
- Aoura Bizzarri
- France Castel
- Ariane Émond
- Ranee Lee
- Chantal Petitclerc
- Michèle Rouleau
- Marie-Claire Séguin
- Marie-José Turcotte
- Marjorie Villefranche

Au niveau de l'organisation, on retrouve les personnes suivantes :
- Françoise David (instigatrice de l'événement)
- Manon Massé
- Diane Matte (coordonnatrice de la Marche)[10]

## Résultats et impacts
Selon la journaliste Lise Bissonnette, le vrai succès de la Marche « est dans le coup de neuf qu’a pris la solidarité, au sein d’une société endormie par un discours fataliste ».
Dans la foulée de la Marche Du pain et des roses, Diane Matte et Manon Massé décident rapidement de préparer une marche similaire, mais dont la portée serait mondiale. La première Marche mondiale des femmes contre la pauvreté et la violence faite aux femmes a eu lieu entre le 8 mars et le 17 octobre 2000. Cette marche a rassemblé plus de 160 pays.
« La marche ‘’Du pain et des roses’’ a marqué l’histoire québécoise, tant par la mobilisation qu’elle a représentée et l’adhésion populaire qu’elle a reçue, que par les gains qu’elle a permis d’obtenir. Elle est également célébrée internationalement comme étant la bougie d’allumage, en 2000, de la Marche mondiale des femmes, rappelle Sylvie St-Amand, présidente de la Fédération des femmes du Québec (FFQ) et co-porte-parole des actions de Marchons pour Du pain et des roses, encore et plus que jamais. En 2025, la FFQ profite du 30e anniversaire de la marche pour faire le point et poursuivre la lutte contre la pauvreté en invitant la population à se joindre à diverses actions » poursuit-elle.

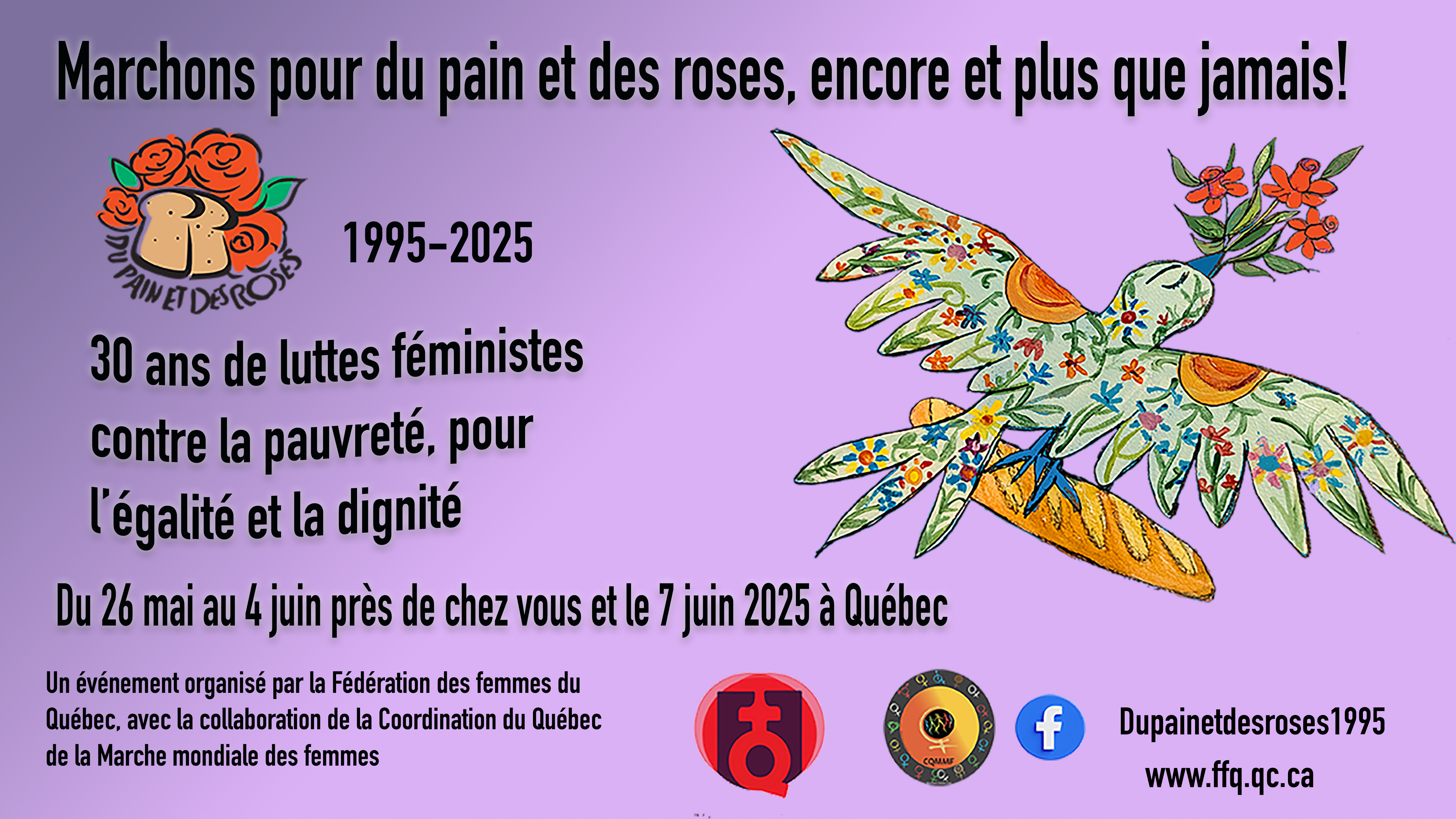
Logo de Marchons pour du pain et des roses, encore et plus que jamais !, du 26 mai au 7 juin 2025. Crédit: Guitté Hartog

En 2025, la Fédération des femmes du Québec, en collaboration avec la Coordination du Québec de la Marche mondiale des femmes (CQMMF), organise« Marchons pour Du pain et des roses, encore et plus que jamais »  pour commémorer les 30 ans de la marche Du pain et des roses de 1995. du 26 mai au 4 juin 2025 s et celle du 7 juin à Québec est organisée grâce à la contribution du Regroupement des groupes de femmes de la Capitale-Nationale.
Du 26 mai au 4 juin 2025, des dizaines de marches locales, organisées par des organisations féministes, syndicales et du mouvement communautaire, mixtes et non-mixtes, auront lieu dans la plupart des régions, réalisées par des organisations autonomes. Des citoyennes et des citoyens en réaliseront aussi dans leurs milieux respectifs. Le point culminant de cette mobilisation consistera en une marche à Québec, le 7 juin, de 13h à 16h, pour un trajet menant du Musée national des beaux-arts de Québec, vers un parc à proximité de l'Assemblée nationale, en passant par un arrêt fort en symbole devant l’Assemblée nationale. Le rassemblement du 7 juin est organisée grâce à la contribution du Regroupement des groupes de femmes de la Capitale-Nationale. En hommage au trajet de 1995, le total des kilomètres parcourus y sera répertorié. La population est invitée à se vêtir de mauve durant les événements.
« En ces temps troublés et inquiétants, les femmes ressentent plus que jamais le désir de se mobiliser avec tous ceux qui les appuient dans le combat pour leurs droits. Les actions de mai et juin 2025 seront des moments de retrouvailles mais aussi de réaffirmation de la nécessité de revendiquer ensemble un Québec juste et égalitaire. Un prélude au grand rassemblement du 18 octobre prochain, organisé par la Coordination du Québec de la Marche mondiale des femmes! » souligne Françoise David, présidente de la FFQ au moment de la marche de 1995 et co-porte-parole des actions de Marchons pour Du pain et des roses, encore et plus que jamais.(Communiqué du 20-05-2025)
Les marraines de 1995, de nouveau présentes en 2025, sont : Aoura Bizzarri, fondatrice du Collectif des femmes immigrantes du Québec; France Castel, chanteuse et comédienne; Ariane Émond, journaliste indépendante et animatrice; Ranee Lee, chanteuse, musicienne et professeure de Jazz à l'Université McGill; l'honorable Chantal Petitclerc, sénatrice, médaillée paralympienne, Michèle Rouleau, militante pour les droits des Premières Nations; Marie-Claire Séguin, autrice, compositrice, interprète, coach vocal et artiste peintre; Marie-José Turcotte, communicatrice et guide de randonnée, ex journaliste-animatrice et cheffe d'antenne à Radio-Canada; Marjorie Villefranche, ex directrice générale de la Maison d’Haïti.
Pour les actions de 2025, elles sont accompagnées des comarraines suivantes: Arcelle Appolon, directrice de la Maison d’Haïti; France Beaudoin, animatrice et productrice, Léa Clermont-Dion, autrice et réalisatrice, récipiendaire du prix Hélène Pedneault; Marion Cousineau autrice, compositrice et interprète; Florence-Agathe Dubé-Moreau, commissaire indépendante en art contemporain, autrice de « Hors jeu » et récipiendaire du prix littéraire de la Gouverneure-Générale; Melissa Mollen-Dupuis, militante Innu; Adina Ungureanu, directrice du Collectif des femmes immigrantes du Québec; et Ariane Vaillancourt autrice compositrice et interprète.